# Privlaka, Zadars län
Privlaka är en ort i Kroatien.   Den ligger i länet Zadars län, i den södra delen av landet, 190 km söder om huvudstaden Zagreb. Privlaka ligger 8 meter över havet och antalet invånare är 2 210.
Terrängen runt Privlaka är platt. Havet är nära Privlaka åt nordväst. Runt Privlaka är det ganska tätbefolkat, med 60 invånare per kvadratkilometer. Närmaste större samhälle är Zadar, 18,7 km sydost om Privlaka. 